# Cariderus angustirostris
Cariderus angustirostris is een keversoort uit de familie platsnuitkevers (Salpingidae). De wetenschappelijke naam van de soort werd in 1898 gepubliceerd door Maurice Pic.